# مورالس (بولیوار)
مورالس (انگلیسی: Morales, Bolívar) نام شهری در کشور کلمبیا است.